# Budd Boetticher
Budd Boetticher (* 29. Juli 1916 in Chicago, Illinois; † 29. November 2001 in Ramona, Kalifornien; eigentlich: Oscar Boetticher jr.) war ein US-amerikanischer Filmregisseur und Drehbuchautor, der vor allem durch seine mit dem Darsteller Randolph Scott gedrehten minimalistischen Western Filmgeschichte schrieb.

## Leben
Boetticher wurde in Chicago geboren. Seine Mutter starb bei seiner Geburt, der Vater kurz darauf bei einem Verkehrsunfall. Er wurde vom wohlhabenden Paar Oscar Boetticher Sr. (1867–1953), einem Geschäftsmann, und Georgia Naas Boetticher (1887–1955) adoptiert und wuchs in Evansville, Indiana, gemeinsam mit seinem jüngeren Bruder Henry Edward Boetticher (1924–2004) auf.
Boetticher glänzte als junger Mann an der Ohio State University insbesondere mit sportlichen Leistungen. 1936 ging er nach Mexiko, um sich dort von einigen Blessuren zu erholen, lernte den Stierkämpfer Carlos Arruza kennen und ließ sich selbst zum Torero ausbilden. 1941 wurde Boetticher nach einer zufälligen Begegnung von Regisseur Rouben Mamoulian als technischer Berater für den Stierkampf-Film König der Toreros (mit Tyrone Power) engagiert. Er arbeitete sich als Regisseur während der 1940er-Jahre durch zahlreiche B-Filme und hatte seinen Durchbruch 1951 mit dem von John Waynes Produktionsfirma Batjac finanzierten Film Bullfighter and the Lady, in dem Robert Stack einen amerikanischen Torero in Mexiko spielte. Der Film wurde ohne Boettichers Zustimmung stark gekürzt, erhielt jedoch gute Kritiken und gilt – insbesondere in der restaurierten Fassung – als einer der besten Filme über den Stierkampf. Zudem erntete Boetticher 1952 eine Oscar-Nominierung für die Beste Originalgeschichte.
Nach zahlreichen weiteren, weniger bemerkenswerten Regiearbeiten drehte er, ebenfalls für Batjac, 1956 mit Randolph Scott nach einem Drehbuch von Burt Kennedy den Film Der Siebente ist dran, den André Bazin als „intelligentesten aller Western“ bezeichnen sollte. „Intelligent, weil nicht intellektuell. Nichts wird hier ausgesprochen, aber alles ist klar.“ (Fritz Göttler, Süddeutsche Zeitung) Bis 1960 entstand noch eine ganze Serie von derart klar strukturierten, in jeweils wenig mehr als zwei Wochen produzierten Western, die Boetticher für die von Randolph Scott und seinem Partner Harry Joe Brown geleitete Produktionsfirma Ranown drehte, und die später von Filmhistorikern als „Ranown-Zyklus“ zusammengefasst wurden. Dazu war Boetticher auch erfolgreich für das Fernsehen tätig.
Auf der Höhe seines Ruhmes 1960 schlug er mehrere lukrative Projekte aus und entschloss sich, mit seiner frisch angetrauten Gattin Debra Paget, in Mexiko einen Dokumentarfilm über seinen Freund Arruza zu drehen. Das Projekt, welches er über sieben Jahre verfolgte, geriet zur Katastrophe. Boettichers Ehe zerbrach an den Strapazen, er selbst wurde schwer krank, Arruza und mehrere andere Beteiligte starben bei einem Autounfall. Boetticher ging bankrott, landete im Gefängnis und nach einem psychischen Zusammenbruch in einer Nervenheilanstalt. Der Film Arruza wurde mit geringer Resonanz erst 1972 veröffentlicht.
In der Zwischenzeit war Budd Boetticher weitgehend vergessen worden. Er drehte 1969 noch einen Film mit Audie Murphy, konnte einige Filmideen verkaufen, etwa die Story für „Ein Fressen für die Geier“ (1970). Zudem veröffentlichte er seine Autobiografie When in Disgrace und spielte 1988 eine kleine Rolle in dem Film Tequila Sunrise, mit Mel Gibson, Kurt Russell und Michelle Pfeiffer.
In den 1980er-Jahren wurde Budd Boetticher von der Filmkritik wiederentdeckt. Mehrere seiner Filme kamen in restaurierten Fassungen heraus. 1991 wurde ihm von der Los Angeles Film Critics Association der Preis für das Lebenswerk verliehen. 1995 war ihm beim Filmfest München eine Retrospektive gewidmet, zu der er anreiste.
Budd Boetticher, der bis zuletzt noch hoffte, ein weiteres Drehbuch von Burt Kennedy verfilmen zu können, starb 2001 in seinem Haus in Ramona, Kalifornien. Er war fünfmal verheiratet und hatte zwei Töchter.

## Filmografie (Auswahl)
- 1948: Hinter verschlossenen Türen (Behind Locked Doors)
- 1951: Bullfighter and the Lady
- 1952: Flucht vor dem Tode (The Cimarron Kid)
- 1952: Unternehmen Rote Teufel (Red Ball Express)
- 1952: Fluch der Verlorenen (Horizons West)
- 1952: Bronco Buster
- 1953: Seminola (Seminole)
- 1953: Der Mann vom Alamo (The Man from Alamo)
- 1953: Die Stadt unter dem Meer (City Beneath the Sea)
- 1953: Gefangene des Dschungels (East of Sumatra)
- 1955: Die Nacht gehört uns (The Magnificent Matador)
- 1955: Blutige Hände (The Killer Is Loose)
- 1956: Der Siebente ist dran (Seven Men From Now)
- 1957: Um Kopf und Kragen (The Tall T)
- 1957: Fahrkarte ins Jenseits (Decision at Sundown)
- 1957: Sein Colt war schneller (Buchanan Rides Alone)
- 1959: Messer an der Kehle (Westbound)
- 1959: Auf eigene Faust (Ride Lonesome)
- 1960: J.D., der Killer (The Rise and Fall of Legs Diamond)
- 1960: Einer gibt nicht auf (Comanche Station)
- 1969: Zeit zum Sterben (A Time for Dying)
- 1972: Arruza (Dokumentarfilm)
- 1985: My Kingdom For … (Dokumentarfilm)
- 1988: Tequila Sunrise (als Schauspieler)